# La Paix chez soi
La Paix chez soi est une pièce de théâtre, une comédie en un acte, de Georges Courteline créée le 25 novembre 1903 au théâtre Antoine, dans une mise en scène d'André Antoine.

## Résumé
Edouard Trielle est un écrivain sans talent, marié depuis cinq ans à Valentine. Ils ne cessent de se quereller: Valentine réclame chaque mois l'argent du ménage à Trielle, qui la bat ou casse les meubles.
Désireux d’avoir la paix dans son foyer, Trielle a l'idée de mettre à l'amende sa femme, en retenant cent cinquante francs sur sa rente mensuelle, pour la punir de tous les désagréments qu’elle lui a causés. C'est compter sans la tendance dépensière de Valentine...

## Distribution
| Acteurs et actrices ayant créé les rôles |                   |
| Personnage                               | Acteur ou actrice |
| Trielle, 36 ans                          | M. Signoret       |
| Valentine, sa femme, 25 ans              | Sandra Fortier    |

## Représentations
La pièce est interprétée pour la première fois au théâtre Antoine le 25 novembre 1903 (mise en scène d'André Antoine). Elle est entrée au répertoire de la Comédie Française le 5 juillet 1906, avec Maurice de Féraudy et Marie Lecomte. Elle a été représentée en janvier 1977 dans une mise en scène d'Alain Pralon.